# 中野一新
中野 一新（なかの いっしん、1940年7月21日 - 2024年4月22日）は、日本の経済学者。京都大学名誉教授。専門は、農業経済論、アグリビジネス論、地域経済論。経済学博士（京都大学、1987年）。東京都生まれ。

## 学歴
- 1940年7月21日：東京都豊島区生まれ
- 1947年4月：北海道札幌市立桑園小学校入学
- 1950年6月：北海道余市町立黒川小学校に転校
- 1953年3月：北海道余市町立黒川小学校卒業
- 1953年4月：北海道余市町立東中学校入学
- 1955年4月：神奈川県藤沢市立鵠沼中学校に転校
- 1956年3月：神奈川県藤沢市立鵠沼中学校卒業
- 1956年4月：神奈川県立湘南高等学校入学
- 1959年3月：神奈川県立湘南高等学校卒業
- 1960年4月：京都大学経済学部入学（指導教授：山岡亮一）
- 1964年3月：京都大学経済学部卒業
- 1964年4月：京都大学経済学研究科修士課程入学
- 1966年3月：京都大学経済学研究科修士課程修了
- 1966年4月：京都大学経済学研究科博士課程入学
- 1969年3月：京都大学経済学研究科博士課程単位取得
- 1987年3月：京都大学経済学博士「現代アメリカ農業の資本主義的発展」

## 職歴
- 1969年11月：京都大学経済学部助手
- 1974年6月：京都大学経済学部助教授
- 1985年3月：カリフォルニア大学、ウィスコンシン大学、テキサスA&M大学に留学（文部省在外研究員）（1986年1月まで）
- 1985年7月：京都大学経済学部教授
- 1993年4月：京都大学評議員（1995年3月まで）
- 1995年6月：コーネル大学に留学（文部省在外研究員）（1995年7月まで）
- 1996年4月：京都大学附属図書館商議会商議員（1997年3月まで）
- 1997年4月：京都大学大学院経済学研究科教授
- 2000年4月：京都大学経済学部経営学科長（2001年3月まで）
- 2001年4月：京都大学経済学部経済学科長（2004年4月まで）
- 2004年3月：京都大学定年退官
- 2004年4月：大妻女子大学大学院社会情報研究科教授
- 2013年3月：大妻女子大学定年退官

## 著書

### 編著
- 『アグリビジネス論』（有斐閣、1998年）

### 共編著
- （暉峻衆三）『日本資本主義と農業・農民』（大月書店、1982年）
- （太田原高昭・後藤光蔵）『国際農業調整と農業保護』（農村漁村文化協会、1990年）
- （杉山道雄）『グローバリゼーションと国際農業市場』（筑波書房、2001年）
- （岡田知弘）『グローバリゼーションと世界の農業』（大月書店、2007年）

### 監訳
- ロジャー・バーバック、パトリシア・フリン『アグリビジネス：アメリカの食糧戦略と多国籍企業』（村田武との共監訳、大月書店、1987年）
- デイヴィッド・グローバー、ケン・クスタラー『アグリビジネスと契約農業』（大月書店、1992年）
- ブルースター・ニーン『カーギル：アグリビジネスの世界戦略』（大月書店、1997年）
- フレッド・マグドフ、ジョン・ベラミー・フォスター、フレデリック・H・バトル『利潤への渇望：アグリビジネスは農民と食料と環境を脅かす』（大月書店、2004年）

## 学会活動
- 日本農業経済学会常務理事
- 政治経済学・経済史学会理事
- 日本農業市場学会副会長
- 日本農業法学会理事
- 地域農林経済学会監事